# 례이다도
례이다 도(카탈루냐어: Lleida, 오크어: Lhèida, 스페인어: Lérida 레리다[*])는 스페인 북동부에 위치한 카탈루냐 지방의 도로, 도청 소재지는 례이다이다. 스페인어와 카탈루냐어, 오크어를 쓴다. 례이다 도는 지로나 도와 바르셀로나 도, 타라고나 도, 사라고사 도, 우에스카 도와 경계를 맞대고 있으며 프랑스, 안도라와 국경을 맞대고 있다. 인구는 414,015명(2007년 기준)이며 면적은 12,150km2이다. 례이다 주는 231개의 자치시로 구성되어 있다.